# محمد الأمين (مغني)
محمد الأمين حمد النيل الطاهر الإزيرق (20 فبراير 1943 - 13 نوفمبر 2023)، هو موسيقار ومغني سوداني من مواليد مدينة ودمدني بولاية الجزيرة، ويعتبر أحد أيقونات الغناء والموسيقى السودانية المعاصرة، ومن أكثرهم صيتاً، وله دورٌ كبيرٌ في تطوير الموسيقى السودانية ونشرها خارج السودان. وقد جذبه إلى عالم الموسيقى والغناء منذ صغره خاله بله يوسف الإزيرق فأجاد آلة المزمار ثم آلة العود التي تمكن منها وهو لم يتعد الاثنا عشر عامًا.
توفي يوم 13 نوفمبر 2023 في ولاية فيرجينيا الأمريكية بعد صراعه مع المرض.

## تعليمه
درس محمد الأمين تعليمه الأولي في مدارس ودمدني، وكان في مدرسة الشرقية الأولية أستاذٌ محبٌ للموسيقى ويجيد العزف على العود هو الأستاذ السر محمد فضل الذي تعهد محمد الأمين وعلمه كيفية العزف على العود. بيد أن ظروفه الصحية ومعاناته مع ضعف حاسة البصر تسببت في عدم إكماله مسيرته حينها.

## بداية مشواره الفني
التحق محمد الأمين في عام 1960 م بموسيقى شرطة النيل الأزرق التي كان على رأسها الموسيقار محمد آدم المنصوري. كما اسعفته اللحظة بوجود عدد مقدر من اميز العازفين حينها في ودمدني مثل الموسيقار حسين بطرى.

## لونيته ودوره في تطوير الأغنية السودانية
يتميز محمد الأمين بقدرات صوتيه ولحنية توصف بانها السهل الممتنع. والقليل جدا من اغاني محمد الأمين لحنها له اخرون. فأي لحن يوضعه محمد الأمين يحمل بصماته الفنية التي لاتشبهها أي بصمات أخرى وقد يعاني مؤدي اغانيه من هذا ولعل هذا هو السبب في قلة المقلدين الشباب للاستاذ محمد الأمين.
ويعتقد الموسيقار والعازف أسامة بيكلو أن لونية الحان الأمين كلاسيكية في شكلها من وجود المقدمات الموسيقية والمقاطع المختلفة، وانه متاثر جداً بالمدرسة اللحنية للاستاذ المصري محمد عبد الوهاب الذي تأثيره كان كبيراً من حيث الاغنيات الكبيرة التي ادتها الفنانة ام كلثوم،
تغنى محمد الأمين بكل ألوان الغناء الوطني والعاطفي والتراثي والتي انعكست في أكثر من 50 عملاً فنياً  الا انه في كلها اظهر مقدرات فائقه على جعل المستمع له يتبين جمالها الاخاذ.

### الأنشودة الوطنية
يعتبر محمد الأمين أول من تغنى لثورة أكتوبر، فبعد شهر واحد فقط من الثورة لحن نشيد للأستاذ فضل الله محمد الذي كتبه داخل السجن الحربي اثناء اعتقاله قبل انهاء الحكم العسكري لعبود. خرج فضل الله وفي معيته النشيد الذي قام بالتغني به ابن منطقته (ود مدني) محمد الأمين، وهو نشيد أكتوبر واحد وعشرين.
ثم شارك محمد الأمين باوبريت ملحمة قصة ثورة التي من كلمات هاشم صديق، مع الفنانين خليل إسماعيل وعثمان مصطفي وبهاء الدين ابوشلة والفنانة الكردفانية أم بلينة السنوسي، وكان هذا في ذكرى ثورة أكتوبر بحضور الزعيم إسماعيل الأزهري والسيد محمد أحمد المحجوب، 1966م.
كما تغنى بنشيد المتاريس من كلمات د. مبارك حسن خليفة والحان مكي سيداحمد، وكذلك لحن وغنى مساجينك من كلمات شاعر الشعب محجوب شريف.
وما لايعلمه الكثيرون ان محمد الأمين تعرض لتجربة اعتقال بعد فشل انقلاب هاشم العطا، ويبدو ان مرده للاغاني الاكتوبرية التي تغنى بها فمحمد الأمين ليس حزبياً معروفاً وان كان وطنياً. ويحكي د. محمد سعيد القدال عن تلك الفترة في سجن كوبر، حيث ضمهما السجن مع الفنان وردي أيضا: «لكل منهما صوته المميز بقوته ولكل منهما ابداعه المتميز فبمجال الانشودة الوطنية، فما ان يغني أحدهما حتي تهتز جنبات السجن، بل يمتد صوتيهما خارج الاسوار فيقف المارة يستمعون إلي وردي وأبو الامين وهما خلف القضبان».

### الأغاني العاطفية
يبدو التطوير الموسيقى لافتاً في الاغاني العاطفية التي لحنها محمد الأمين بنفسه. ومن يود ان يرى بصمات محمد الأمين في الغناء العاطفي فعليه بالاغنية المليئة بالشجن وهي «قلنا ماممكن تسافر» للشاعر فضل الله محمد، أو الاغنية الخفيفة التي ابرزت قدرته في عزف العود وهي «أسمر ياساحر المنظر» للشاعر الراحل خليفة الصادق، ثم جاء لحن «خمسة سنين» للشاعر عمر محمود خالد، لتضع اكليلا من الرومانسية حول عنقه. والطريف الذي يذكره محمد الأمين، ان احدهم جاءه بعدها بانه كتب له أغنية ست سنين، فاعتذر بانه ليس معنيا بالسنوات بقدر عنايته بالمحتوى كلماتٍ ولحناً.
ويعد بعض النقاد «زاد الشجون» لفضل الله محمد أيضا علامة فارقة في ابراز مكنون قدرات محمد الأمين في اللحن الكلاسيكي العاطفي. وقد جمد محمد الأمين هذه الاغنية اربع سنوات قبل ان ترى النور انتظارا لوجود عازفين قادرين على تنفيذها. كان هؤلاء خريجي معهد الموسيقى الدفعة الأولى والثانية. ويقول الموسيقار د. محمد سيف: «تعتبر أغنية زاد الشجون من الاغنيات الكبيرة والتي لها وقع خاص في نفوس الجمهور، والجمهور دائماً يتقبل الجديد من محمد الأمين لأن اغنياته تتميز بمقاطع كثيرة ومتنوعة». ويضيف الموسيقار والعازف أسامة بيكلو: «تعد من الاغاني الكبيرة في عالم الفنان محمد الأمين الموسيقي وتعتبر أغنية بمقياس اربع اغنيات من حيث التأليف تعتمد على القالب الكلاسيكي في التأليف الموسيقي».

### التجديد في الحان التراث
جاء محمد الأمين بالجديد في إعادة تلحينه لاغاني التراث، والمعروف ان الناس لاترضى ولاتقبل ان يغير مطرب حديث لحن أغنية تراثية. الا ان الامر كان مختلفا مع محمد الأمين، فكل الاغاني التراثية التي جدد الحانها وبدلها اكسبته رضا الجمهور وبرهنت انه ينطلق من ارضية صلبة في القدرة على التلحين، وخير مثال لذلك التراثية (عيال أب جويلي)، وهي تمجد رجل اسمه (سالم الأرباب)، إنها دراما موسيقية مكتملة بلا شك.

## الشعراء الذين تغنى لهم[8]
1. محمد على جبارة: لقاء وعهد، أنا وحبيبي، الشباك.
2. فضل الله محمد، وقد شكل معه ثنائيا رائعا فغنى له: الجريدة، أربعه سنين، الحب والظروف، الموعد، زاد الشجون، طريق الماضي.
3. هاشم صديق، وكذلك غنى له عدة اغنيات وهي: قصة ثورة (الملحمة)، حروف إسمِك، همس الشوق، كلام للحلوة.
4. د. عمر محمود خالد: حلم الأماسي، خمسة سنين.
5. إسحق الحلنقي: غربه وشوق، وعد النوار، بتتعلم من الأيام.
6. عبد الباسط سبدرات: لقاء العاملين، ابل الرحيل.
7. محجوب شريف: مساجينك، السودان الوطن الواحد.
8. رضوان محمد أحمد: حاجة واضحة
9. إبراهيم الرشيد: تذكار
10. معاويه السقا: مين غيرك
11. السر كنة: سوف يأتي.
12. مبارك حسن خليفة: المتاريس.
13. د. مبارك بشير: عويناتك.
14. صالح عبد السيد (أبو صلاح): بدور القلعة، من قلبيه الجافي
15. خليفة الصادق: أسمر، اشتياق.
16. محمد الحسن: مراكب الشوق
17. صلاح حاج سعيد: نرجسة، يا جميل يا رائع
18. معتصم الازيرق: طائر الأحلام.
19. أبو آمنة حامد: بهجة.
20. خليل فرح: ود مدني
21. كما غنى للشاعر الكبير نزار قباني: تقولين الهوى.

## العازفين الذين ارتبطوا بمسيرته
ما كان للألحان الرائعة التي وضعها واداها محمد الأمين، أن ترى النور إلا في وجود عازفين مميزين ارتبطوا بمسيرته، والملاحظ ان جلهم هم من خريجي معهد الموسيقى والمسرح في الدفعات الأولى، الذين تعلموا ليس فقط تطبيق النوتة الموسيقية بل هارمونية في تنفيذ توزيع أعماله والحليات الموسيقية ومنهم:
صالح عركي، بدرالدين عجاج، ميرغني الزين، الفاتح حسين، ميكائيل الضو، احمد باص، سعد الدين الطيب، أسامة بكلو، ماهر تاج السر، عثمان النو، فايز مليجي، عثمان مبارك، لوئ عبد العزيز الفحيل، نور الدين مسمار وغيرهم.

## المشاركات والجوائز والتقدير
- شارك محمد الأمين في الكثير من المهرجانات الغنائية داخل وخارج السودان وقدم العديد من الحفلات في الدول العربية والأوربية والولايات المتحدة الأمريكية،[9] وأهم المهرجانات هي المهرجان الثقافي الأول بالجزائر، مهرجان الشباب العالمي بموسكو، المهرجان الفني الموسيقي بهولندا إلى جانب عدة مهرجانات بألمانيا. واخر مشاركة له في 2014 كانت في الصين بمصاحبة عازفين صينيين سجلها التلفزيون الصيني.[10]
- منحت جامعة النيلين الدكتوراة الفخرية للاستاذ محمد الأمين في عام 2010
- منحته رئاسة الجمهورية وسام الجدارة في ذكرى الاستقلال 2014

## وفاته
توفي يوم 13 نوفمبر 2023 بولاية فيرجينيا الأميركية.

## روابط خارجية
- محمد الأمين على موقع ميوزك برينز (الإنجليزية)
- محمد الأمين على موقع أول ميوزيك (الإنجليزية)
- محمد الأمين على موقع ديسكوغز (الإنجليزية)